# Josef Fuchs (Astronom)
Josef Fuchs (* 11. Jänner 1904 in Wien, Österreich-Ungarn; † 9. April 1989 in Graz) war ein österreichischer Astronom, Geophysiker und Amateurfunk-Pionier.

## Leben und Werk
Josef Fuchs interessierte sich schon früh für Astronomie und veröffentlichte mit 17 Jahren seine erste wissenschaftliche Arbeit (über die Neubestimmung der Laplaceschen invariablen Ebene des Planetensystems) in den Astronomischen Nachrichten. Später wandte er sich der Hochfrequenzphysik und Ionosphärenforschung zu und arbeitete in der Industrie.
Er war Autor des Signalbuchs für den Kurzwellenverkehr, einem damaligen Standard-Nachschlagewerk zum Thema Amateurfunk. Es erschien in der Zeit ab 1927 bis 1944 in insgesamt sieben Auflagen und wurde von seinem Landsmann Franz J. Fasching in Wien verlegt.
Im Jahr 1928 erhielt er ein Patent für die nach ihm benannte Fuchsantenne, eine hochohmig über einen „Fuchskreis“ genannten Parallelschwingkreis angekoppelte Langdrahtantenne. 1936 bestimmte er mit Hochfrequenzwellen die Elektronentemperatur der Ionosphäre.
Josef Fuchs wurde 1938 an der Universität Wien mit einer Dissertation unter dem Titel Untersuchungen über den elektrischen Zustand der hohen Atmosphäre promoviert und  dort 1946 für Geophysik und Meteorologie habilitiert, er hielt aber auch Vorlesungen über Astronomie. Ab 1947 arbeitete er am Bundesamt für Eich- und Vermessungswesen, wo er die Leitung der Abteilung für Allgemeine Physik übernahm und eine Methode entwickelte, um Höhen und Entfernungen mit Hilfe von Radiowellen zu messen. 1949 konstruierte er die erste österreichische Quarzuhr, was die Zeitansage über Telefon möglich machte.
1952 wurde er zum titulierten außerordentlichen Professor ernannt, 1957 zum Sektionsrat.
1958 erhielt er das Goldene Ehrenzeichen für Verdienste um die Republik Österreich.
Im selben Jahr wurde er als Nachfolger Viktor Oberguggenbergers zum ordentlichen Professor für Astronomie an die Universität Innsbruck berufen und blieb bis zu seiner Emeritierung 1972 Vorstand des Instituts für Astronomie und der Universitätssternwarte. 1966 wurde er zum Senator, 1967 zum Dekan der Philosophischen Fakultät gewählt.
Fuchs schloss die von Emma Hahn und Oswald Schneider im Internationalen Geophysikalischen Jahr 1957/58 begonnene Bestimmung der Polhöhe von Innsbruck ab. In einer Kooperation mit den Universitäten Padua und Basel führte er die Dreifarbenphotometrie ein, die insbesondere der Untersuchung der Struktur der Milchstraße diente. Daneben beschäftigte er sich auch mit der instrumentellen Weiterentwicklung und ließ die Sternwarte erweitern und um einen Zeiss-Coudé-Refraktor ergänzen.

## Veröffentlichungen (Auswahl)
- Eine neue Bestimmung der Laplaceschen unveränderlichen Ebene. In: Astronomische Nachrichten, 215 (1922), 237–242 (online)
- Zur Reduktion der Koinzidenzbeobachtungen bei radiotelegraphischen Zeitvergleichen. In: Astronomische Nachrichten, 226 (1926), 229 (online)
- Signalbuch für den Kurzwellenverkehr. Verlag Fasching, Wien 1927.
- Tests on a method of voltage feeding the antenna. In: QST, Juli 1928, Seiten 37, 42.
- Die Zweiteilung der Appleton-(F-)Region der Ionosphäre. In: Naturwissenschaften, Band 24 (1936), S. 236–237.
- Elektronentemperatur und täglicher Gang in der F-Region der Ionosphäre. In: Naturwissenschaften, Band 24 (1936), S. 429
- Die effektive Ausbreitungsgeschwindigkeit kurzer Radiowellen. In: Archiv für Meteorologie, Geophysik und Bioklimatologie, Serie A, Band 3 (1950), S. 139–152.
- Polhöhe und Polhöhenvariation in Innsbruck während des Geophysikalischen Jahres. Springer, Wien 1962
- Die Zeit – Technische und wissenschaftliche Probleme der Zeitmessung. In: Österreichische Zeitschrift für Vermessungswesen, 58. Jahrg. (1970), S. 159–161.